# Korodougou
Korodougou è un comune rurale del Mali facente parte del circondario di Bla, nella regione di Ségou.
Il comune è composto da 11 nuclei abitati:
- Ban Markala
- Diakoro
- Dingosso
- Kotiala–Deniesso
- Kotiala–Kamagala
- Kotiala–Sobala
- N'Golobasso Peuhl
- N'Goron
- Nampasso (centro principale)
- Safolo
- Sangoula Bamanan